# Kaiserin-Elisabeth-Spital

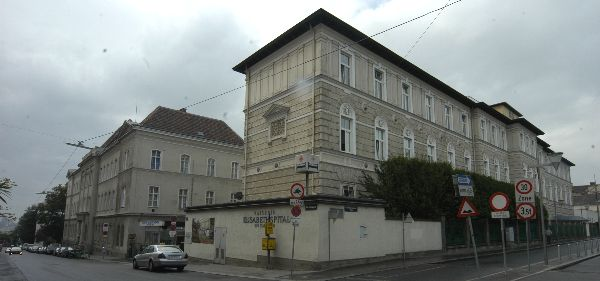
Das Kaiserin-Elisabeth-Spital in Rudolfsheim-Fünfhaus (2007)

Das Kaiserin-Elisabeth-Spital war ein zuletzt vom Wiener Krankenanstaltenverbund geführtes Spital in der Huglgasse 1–3 im 15. Gemeindebezirk Rudolfsheim-Fünfhaus.
Es bestand von 1890 bis 2012 und hatte einen noch älteren Vorgänger in örtlicher Nähe. Im Zuge der Spitalsreform mit einer Reduktion der Gesamtanzahl an Großspitälern wurden die Mitarbeiter auf andere Spitäler aufgeteilt und diese teilweise erweitert. Der Komplex wurde abgerissen und auf dem Gelände ein Pflegewohnhaus errichtet.
Als Bauten noch erhalten sind das ehemalige Schulgebäude und zwei Pavillons im südlichen Bereich des ehemaligen Komplexes.

## Geschichte

### Erstes Krankenhaus

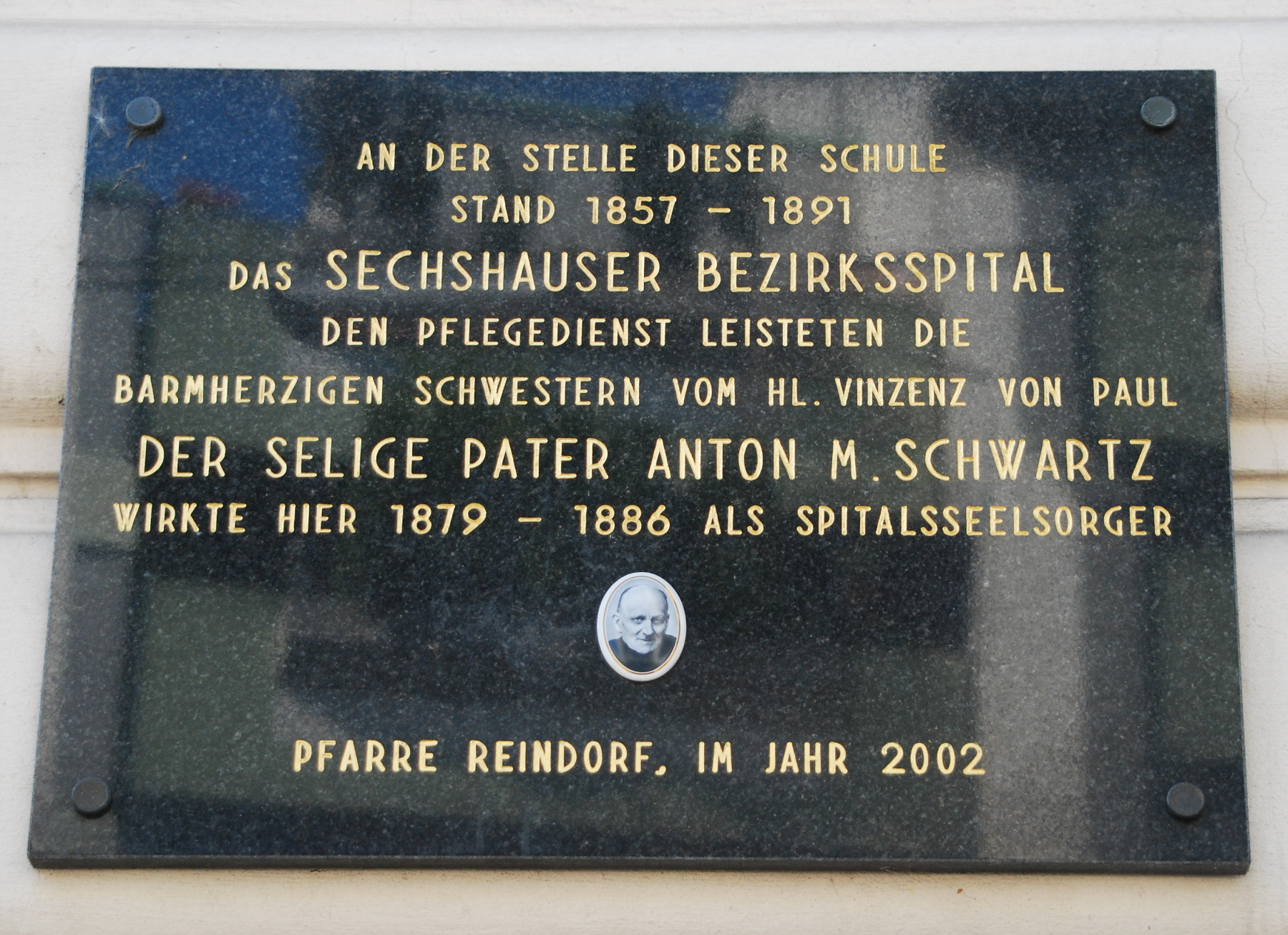
Gedenktafel für Pater Anton Schwartz und gleichzeitig für das Sechshauser Bezirksspital

Nach verschiedenen Epidemien, die ihre Ursache in den schlechten sanitären Zuständen hatten, wurde 1832 in Rustendorf Nr. 3 (später Neugasse 32, heute Reichsapfelgasse) und 1847 in Fünfhaus ein Filialspital errichtet. Das erste Krankenhaus im heutigen 15. Wiener Gemeindebezirk wurde von den damaligen Vorortgemeinden Sechshaus, Fünfhaus, Braunhirschen, Gaudenzdorf, Reindorf, Untermeidling, Obermeidling und Rustendorf, die in einem Gerichtsbezirk zusammengeschlossen waren, finanziert. 1857 wurden in der damaligen Sechshauser Hauptstraße die Häuser 58, 59 und 60 zum Preis von 29.500,- Gulden angekauft. Durch einen Erlass der k.k. Niederösterreichischen Statthalterei vom 15. September 1857 erhielt das Spital das Öffentlichkeitsrecht und wurde als Allgemeines öffentliches Bezirkskrankenhaus in Sechshaus registriert. Die Anzahl der Betten stieg im Laufe der Zeit von 80 auf über 320, wurde aber 1880 aus sanitären Gründen auf 291 reduziert. Das Krankenhaus in der heutigen Sechshauser Straße zählte zu den größten im Vorortebereich. In den Gebäuden, die nicht als Spitäler errichtet worden waren, ergaben sich jedoch trotz aller Bemühungen der Zuständigen und der Nachsicht der Sanitätsbehörden so große Probleme, dass ein Neubau errichtet werden musste. Das Sechshauser Krankenhaus wurde 1891 geschlossen, nachdem die Kaiser Franz Joseph-Krankenanstalt in Rudolfsheim im November 1890 fertiggestellt worden war. Auf dem Gelände des Spitalsgebäudes Sechshauser Straße 69–71 wurde 1902 ein heute denkmalgeschützter Bau für eine Hauptschule der Stadt Wien errichtet. Er beherbergt seit einigen Jahren eine Neue Mittelschule mit Informatikschwerpunkt.
Betreut wurde das alte Bezirkskrankenhaus von der Kongregation der Barmherzigen Schwestern vom Heiligen Vinzenz von Paul, die auch das Krankenhaus Barmherzige Schwestern in Mariahilf betreiben. Die Schwestern übersiedelten mit in das neue Krankenhaus in Rudolfsheim. Der Mangel an Frauen, welche in den Orden eintraten, zwang die Ordensleitung dazu, ab dem 31. Dezember 1960 aus dem Kaiserin-Elisabeth-Spital 30 Schwestern abzuziehen und in eigenen Spitälern einzusetzen. Seit dem 30. Juni 1973 waren am Kaiserin-Elisabeth-Spital nur noch weltliche Schwestern tätig.

### Zweites Krankenhaus

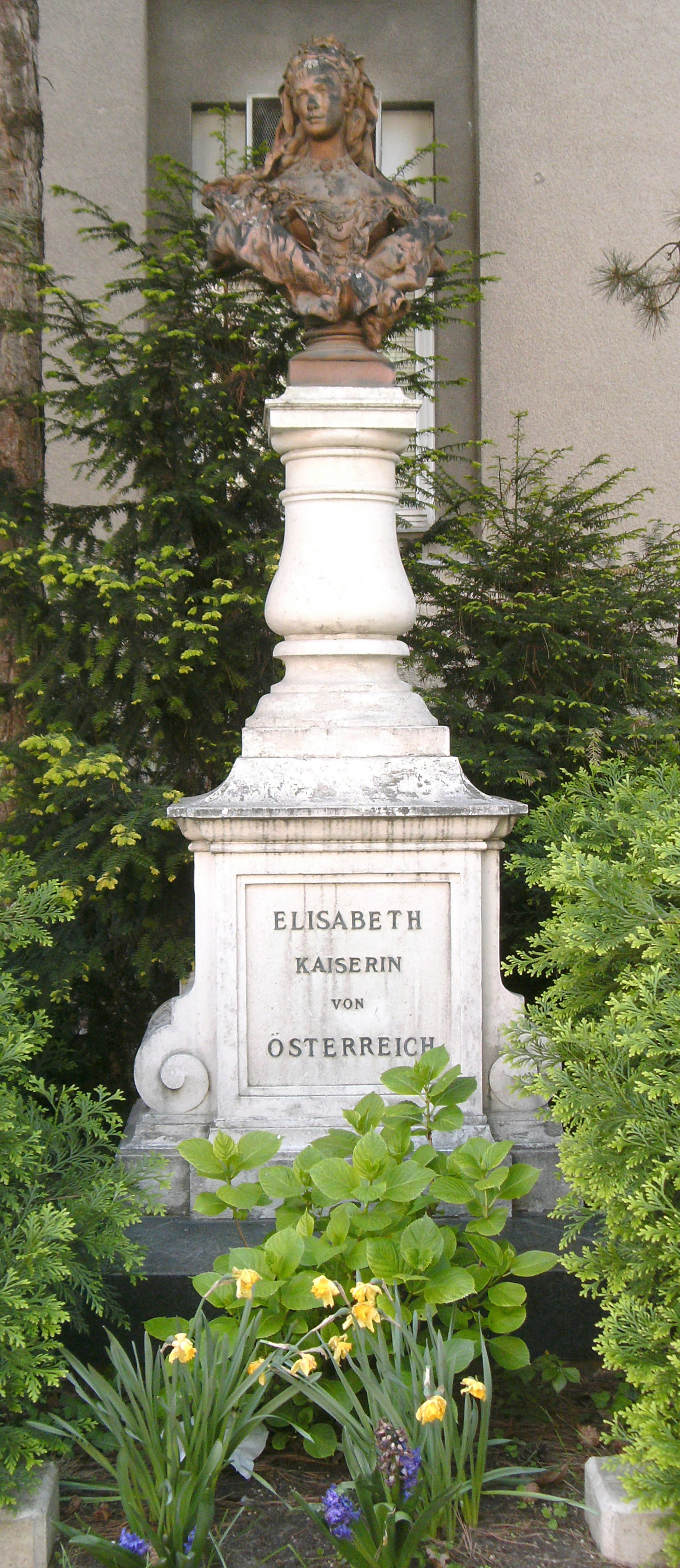
Kaiserin-Elisabeth-Büste

Nachdem man den Plan, das neue Spital auf dem alten Spitalsgelände zu errichten, verworfen hatte, wurde am 23. Oktober 1883 der Ankauf eines Bauplatzes südlich des heutigen Kardinal-Rauscher-Platzes in der Nähe des Wasserbehälters Schmelz (heute Meiselmarkt) beschlossen. Der Ankauf selbst wurde erst am 23. März 1886 der k.k. Niederösterreichischen Statthalterei gemeldet. Der Plan der Verantwortlichen, den ersten Spatenstich für den von Eugen Sehnal geplanten Gebäudekomplex am 2. Dezember 1888 – zum 40. Regierungsjubiläum von Kaiser Franz Joseph I. – durchzuführen, scheiterte. Mit den Bauarbeiten wurde schließlich im Frühjahr 1889 begonnen, die Fertigstellung erfolgte am 1. November 1890.
Am 25. November 1890 erfolgte die Eröffnung des neuen 468-Betten-Spitals unter dem Namen Kaiser-Franz-Joseph-Krankenanstalt in Rudolfsheim. Gleichzeitig wurden die Kranken vom alten Spital in der Sechshauser Straße hierher verlegt. Durch eine Allerhöchste Entschließung wurde am 23. Jänner 1892 das Spital in k.k. Kaiserin-Elisabeth-Spital umbenannt. Die im ersten Hof aufgestellte Büste von Kaiser Franz Joseph I. wurde entfernt und durch eine von Viktor Tilgner gestaltete Büste von Kaiserin Elisabeth ersetzt.
Nach kurzer Zeit wurde auch das neue Krankenhaus zu klein. Daraufhin regte der k.k. niederösterreichische Statthalter Erich Graf Kielmansegg an, das ehemalige Spital in der Sechshauser Straße der Gemeinde Wien zu verkaufen und im Gegenzug ein südlich des Kaiserin-Elisabeth-Spitals gelegenes Grundstück aus dem Besitz der Gemeinde Wien anzukaufen. Auf diesem Grundstück wurde schließlich durch eine Stiftung von Baron Albert Salomon Anselm von Rothschild in der Höhe von 1.100.000 Kronen der zum Gedenken an seine an Brustkrebs verstorbene Frau Bettina-Pavillon genannte Zubau für 60 kranke Frauen zwischen 1894 und 1896 errichtet. Später kamen noch ein Administrationsgebäude und ein Wohnhaus für die geistlichen Schwestern hinzu.
Aufgrund eines Abkommens der Gemeinde Wien mit dem Land Niederösterreich vom 1. Dezember 1891 wurden 1892
- das Kaiserin-Elisabeth-Spital in Rudolfsheim (rechtlicher Übernahmetag 23. Jänner 1892),
- das Wilhelminenspital,
- das Kronprinzessin Stephanie-Spital,
- das Sankt Rochusspital in Penzing und
- die Gebäude des ehemaligen Bezirksspitals Sechshaus

von der Stadt Wien übernommen.
1938, nach dem erfolgten „Anschluss“ Österreichs an das Deutsche Reich, wurde das Kaiserin-Elisabeth-Spital in Peter-Frank-Krankenhaus umbenannt. Während des Zweiten Weltkriegs hatte das Krankenhaus unter den häufigen Luftangriffen auf den benachbarten Westbahnhof zu leiden. Die Kranken wurden in Luftschutzkellern untergebracht, die chirurgische Versorgung erfolgte in einem an der Kreuzung Huglgasse / Felberstraße errichteten Operationsbunker. Drei Bombentreffer am 21. Februar 1945 beschädigten das Spital schwer, Menschen kamen dabei aber nicht zu Schaden. Während der Schlacht um Wien wurde das Spital ab dem 8. April 1945 von der Roten Armee als Lazarett genutzt. Erst nachdem die verwundeten Soldaten in das Sanatorium Purkersdorf verlegt worden waren, konnte es wieder zivil genutzt werden.
In der Nachkriegszeit begannen Planungen für einen Neubau des Kaiserin-Elisabeth-Spital. Vorgesehen war ein T-förmiges, sieben Stockwerke hohes Gebäude, das in drei Bauabschnitten errichtet werden sollte, um den regulären Spitalsbetrieb nicht zu behindern. Im Budget für das Jahr 1963 waren die für den ersten Bauabschnitt nötigen Finanzmittel bereits vorgesehen. Der neue amtsführende Stadtrat für Gesundheitswesen und Soziales, Alois Stacher, stoppte die Pläne, da der Westen Wiens mit Spitälern überversorgt war, während es in den aufstrebenden Bezirken Floridsdorf und Donaustadt jenseits der Donau nur ein einziges Krankenhaus gab.
Im November 2006 wurde die 1. Medizinische Abteilung des Kaiserin-Elisabeth-Spitals mit dem „Golden Helix Award“ des Verbands der Krankenhausdirektoren Deutschlands für das Projekt „heim statt Heim – umgesetzte reaktivierende Pflege im interdisziplinären Kontext“ ausgezeichnet. Inhalt des Projekts war es, hochbetagte Patienten so zu mobilisieren, dass sie wieder in ihr gewohntes Zuhause und nicht in ein Heim entlassen werden konnten.

### „Kropfspital“
Anfang der 1930er Jahre begann Primarius Fritz Kaspar mit Schilddrüsenoperationen (Strumaoperationen, „Kropf“) unter Vollnarkose. Seitdem wurden im Kaiserin-Elisabeth-Spital über 70.000 (Stand: 2001) derartige Eingriffe durchgeführt. Etwa 50 Prozent aller in einem Spital der Stadt Wien durchgeführten Strumaoperationen erfolgten hier. Jährlich etwa 20.000 Personen besuchten die Nuklearmedizinische Ambulanz, um Schilddrüsenerkrankungen abklären zu lassen. Seit dem 1. Jänner 2001 bestand am Kaiserin-Elisabeth-Spital das Ludwig-Boltzmann-Institut für Schilddrüsenerkrankungen, an dem die Abteilungen Chirurgie, Nuklearmedizin, Labor und Pathologie mitarbeiteten.

### Vom Spital zum Pflegewohnhaus
Am 17. März 2011 wurde unter dem Titel „Mehr Qualität. Weniger Häuser.“ die angestrebte Spitalsreform von Gesundheits-Stadträtin Sonja Wehsely bekannt. Sie sah vor, dass das Kaiserin-Elisabeth-Spital bis zum Jahr 2015/2016 ein Pflegewohnhaus mit sozialmedizinischer Betreuung werden sollte, das die Pflege aus dem Geriatriezentrum im SMZ Sophienspital weiterführte. Die Chirurgie des Kaiserin-Elisabeth-Spitals (mit Schwerpunkt Schilddrüse) übersiedelte ab Dezember 2012 in die Rudolfstiftung. Wegen der Übersiedlung war ab Anfang Oktober 2012 die internistische und chirurgische Ambulanz (Notfallaufnahme) eingestellt, im Schilddrüsenzentrum operierte man bis zum 29. November.
Am Freitag, dem 30. November 2012, war Schließtag und die Mitarbeiter waren ab Montag, dem 3. Dezember an ihren neuen Arbeitsplätzen.
Drei Gebäude des alten Spitals sind noch erhalten, die zwischen Felberstraße und Goldschlagstraße liegen: der Pavillon 4, die gegenüberliegende Schule für Gesundheits- und Krankenpflege sowie in der Mitte, die beiden Gebäude im Süden flankierend, der sogenannte Bettina-Stiftungspavillon. Diese drei Gebäude stehen auch unter Denkmalschutz (siehe Liste der denkmalgeschützten Objekte in Wien/Rudolfsheim-Fünfhaus).

## Statistik
Im Jahr 2006 verfügte das Kaiserin-Elisabeth-Spital über 279 Betten und 655 Bedienstete. Es gab 8.857 stationäre Aufnahmen und 71.713 ambulante Fälle zu behandeln. Zum Vergleich: Im Jahre 1874 gab es im Sechshauser Krankenhaus 240 Betten und 36 + 17 Personen Pflegepersonal.

## Ausstattung

### Abteilungen, Institute und Ambulanzen
Das Kaiserin-Elisabeth-Spital verfügte mit über 100 Mitarbeitern und rund 80 Betten über eine der größten chirurgischen Abteilungen Wiens. Jährlich wurden hier mehr als 2.000 Operationen durchgeführt (Stand: 2001).

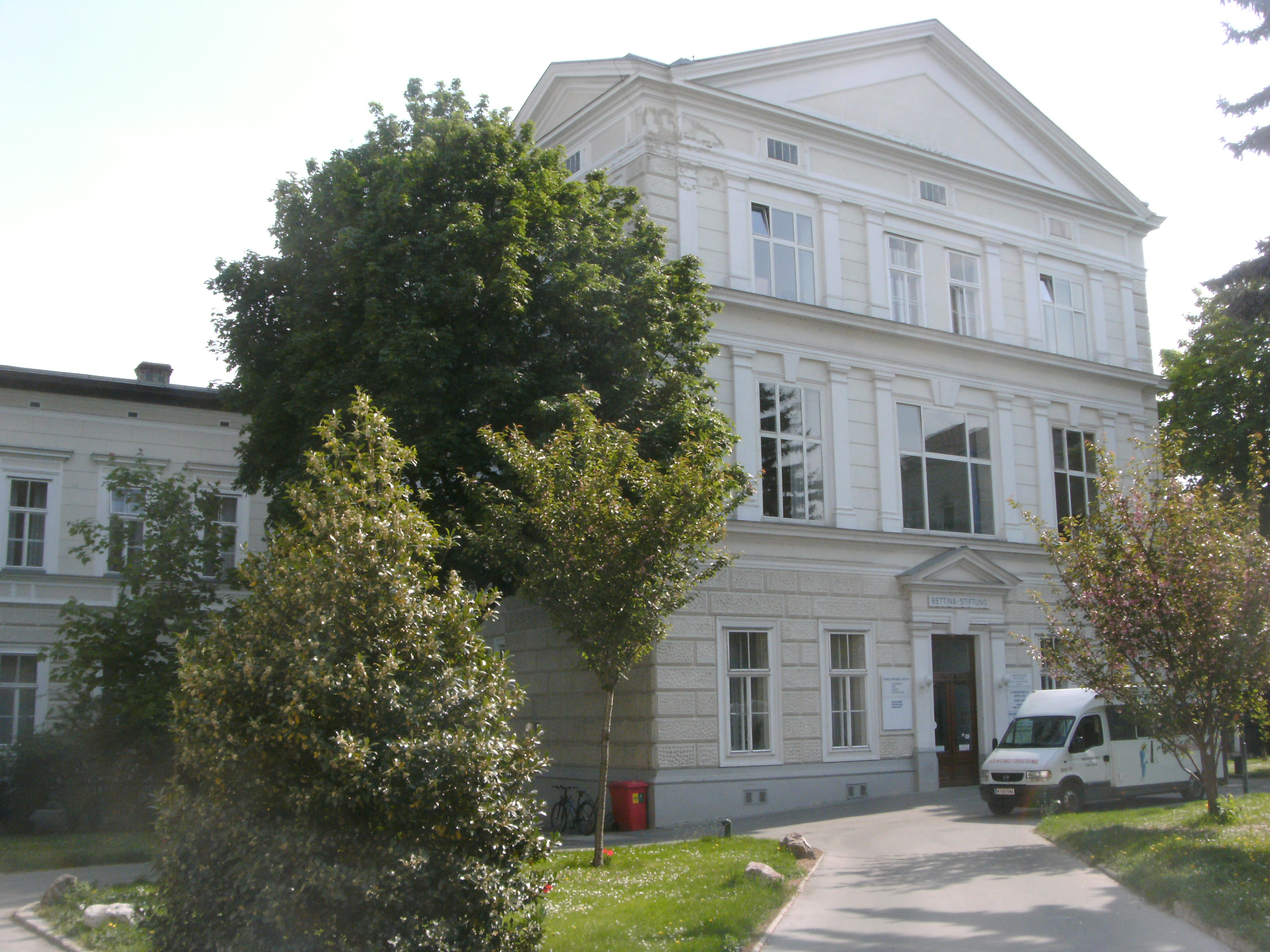
Bettina-Pavillon

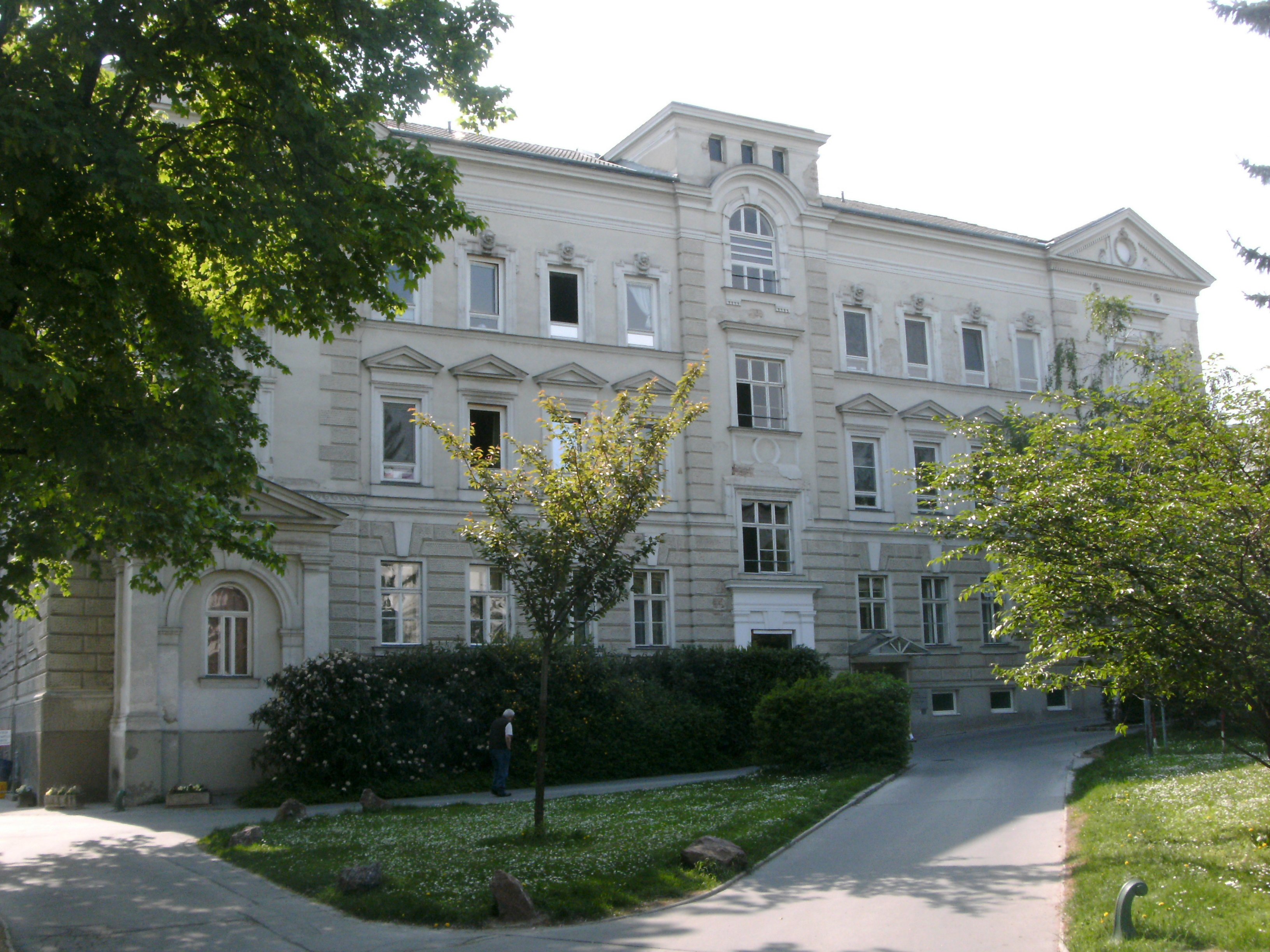
Pavillon 4

- Abteilungen

1. Medizinische Abteilung mit Intensivstation
2. Medizinische Abteilung
Abteilung für Anästhesie
Chirurgische Abteilung
- Institute

Institut für Nuklearmedizin
Institut für Physikalische Medizin
Pathologisch-Bakteriologisches Institut
Zentrallabor
Zentralröntgeninstitut
- Ambulanzen

Diät- und ernährungsmedizinischer Beratungsdienst
Logopädie
1. Medizinische Ambulanz
2. Medizinische Ambulanz
Chirurgische Ambulanz
Interdisziplinäre Erstversorgung/Notfallambulanz (24-Stunden-Betrieb)
Dermatologische Ambulanz
Urologische Konsiliarambulanz
Konsiliarambulanz Augen
Gynäkologische Konsiliarambulanz
HNO-Konsiliarambulanz
Neurologische Konsiliarambulanz
Klinische Psychologie – Psychotherapie

### Schule für allgemeine Gesundheits- und Krankenpflege am Kaiserin-Elisabeth-Spital

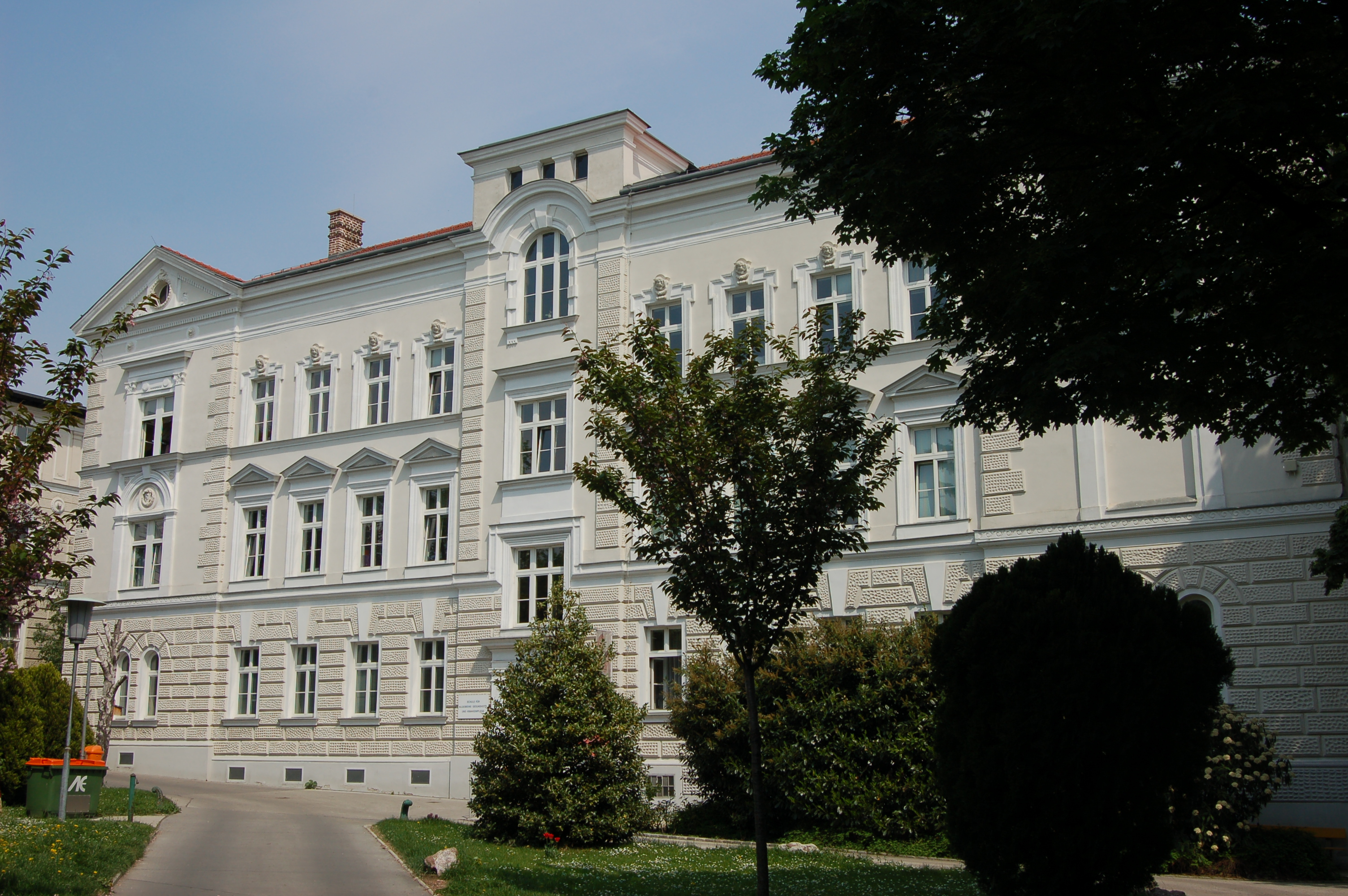
Gebäude der Krankenpflegeschule

Am Kaiserin-Elisabeth-Spital bestand in seiner letzten Form seit 1973 eine dreijährige Schule für allgemeine Gesundheits- und Krankenpflege für die Ausbildung im gehobenen Dienst für Gesundheits- und Krankenpflege mit insgesamt 180 Ausbildungsplätzen.
Mit der Auflösung des Spitals läuft auch der Unterricht an der Schule aus. Seit 1. Juni 2010 wurden keine Bewerbungen für die dreijährige Ausbildung mehr angenommen. Am 8. September 2010 wurde die Schule für allgemeine Gesundheits- und Krankenpflege am SMZ-Süd (Sozialmedizinisches Zentrum Süd – Kaiser-Franz-Josef-Spital) eröffnet, die 2013 in den Vollbetrieb geht.

### Johannes-Bischko-Institut für Akupunktur
Das Kaiserin-Elisabeth-Spital war Standort des 2005 gegründeten und nach Johannes Bischko benannten Johannes–Bischko-Instituts für Akupunktur. Ins Leben gerufen wurde dieses Institut in Zusammenarbeit mit dem Wiener Krankenanstaltenverbund KAV, da das Ludwig-Boltzmann-Institut für Akupunktur geschlossen werden sollte. Dadurch sollte der Fortbestand von Lehre und Forschung im Bereich der Akupunktur und verwandter Techniken und Ambulanz gesichert werden.